# Conferenza islamica mondiale a Groznyj
Dal 25 al 27 agosto 2016 si è svolta una Conferenza Islamica Mondiale a Groznyj, capoluogo della Cecenia, in cui si sono incontrati alcuni influenti esponenti dell’Islam sunnita provenienti da oltre 30 diversi paesi. Il tema della Conferenza era “Che cosa si intende per comunità sunnita? Dichiarazione e descrizione della metodologia della comunità sunnita dal punto di vista del credo, del diritto e della condotta e delle reali conseguenze della devianza”. Il summit, organizzato per definire l’identità “delle genti del sunnismo e della comunità sunnita”, ha visto l’esclusione dei Salafiti, e di conseguenza dei rappresentanti della principale scuola di pensiero saudita (i Wahhabiti) e dei Fratelli Musulmani, ritenuti dai partecipanti al vertice estranei al mondo sunnita, hanno dissociato il Sunnismo dai gruppi terroristici Takfiri che stanno scatenando il terrore in Vicino e Medio Oriente, e non solo. 
Gli studiosi, la maggior parte di loro ben noti nel mondo musulmano, hanno dichiarato che i gruppi come Daesh, che combattono sotto la bandiera del Wahhabismo, non hanno alcun collegamento con il Sunnismo.
La conferenza è stata organizzata per celebrare il 65º anniversario di Achmat Kadyrov, e si è svolta sotto il patrocinio del Presidente Ramzan Kadyrov, e alla presenza del Grande Imam di al-Azhar, dei muftī e di più di duecento ulema provenienti da ogni parte del mondo.
Si sono presentati circa 200 tra dignatari religiosi, dottori coranici e pensatori islamici, rappresentanti il Vicino e Medio Oriente, l'Africa e l'Europa, compresi la Cecenia, Russia, Turchia, India, Regno Unito, Egitto, Siria, Libano, Yemen, Sudan, Sudafrica e la Giordania. Al vertice hanno partecipato tra gli altri il grande imam di Al-Azhar, Ahmad al-Tayyib, il gran mufti d'Egitto lo sceicco Shawki Allam, il consigliere del Presidente egiziano e rappresentante del Comitato religioso al parlamento al Cairo lo sceicco Osama al-Zahri, il gran mufti di Damasco ʿAbd al-Fattāḥ al-Bezm, il predicatore yemenita ʿAlī al-Jafrī e molti altri.

## Dichiarazione finale della Conferenza
Nella dichiarazione finale della conferenza sono stati definiti Sunniti coloro che dal punto di vista teologico sono Ash'ariti o Maturiditi, e dal punto di vista della giurisprudenza islamica appartengono alle quattro correnti dell'Hanafismo, Malikismo, Shafeismo e Hanbalismo, aggiungendo alla lista anche le correnti sufi che riconoscono le giurisprudenze islamiche, come quella del "Junayd di Baghdad".
In base a tale definizione di Sunnismo, i Wahhabiti e tutte le correnti estremiste takfiri non sono annoverate come sunnite, il che ha provocato l'ira dei Sauditi.

## Ripercussioni politiche
L’esclusione di Salafiti e Wahhabiti dal summit di Groznyj ha causato l’immediata reazione dell’Arabia Saudita, che ha definito il summit organizzato da Mosca una strumentalizzazione politica. I Wahhabiti accusano gli organizzatori dell'evento di essere manovrati dal presidente russo Vladimir Putin, il quale avrebbe voluto la conferenza con lo scopo di recare danno all'Arabia Saudita.
Il presidente della zona autonoma a maggioranza islamica della Cecenia, Ramzan Kadyrov, rispondendo alle accuse saudite, ha affermato che il principale obiettivo della conferenza di Groznyj era delineare una netta distinzione tra i veri Sunniti e i "Khavarej" (in riferimento ai Wahhabiti), che secondo Kadyrov stanno portando a divisioni e scontri all'interno del mondo islamico.

## Raccomandazioni della Conferenza
Il Congresso di Groznyj non si è limitato alla teologia, ma ha previsto azioni concrete per correggere la piega attuale che pesa sull’Islam. Così proponeva di creare una rete televisiva in Russia alternativa ad “Al Jazeera” con l’obiettivo di “far giungere ai cittadini un messaggio veridico dell’Islam e per lottare contro l’estremismo e il terrorismo”.
Si raccomandava anche di istituire “un centro scientifico in Cecenia per sorvegliare e studiare i gruppi contemporanei… che permetterà di rifiutare e criticare in modo scientifico il pensiero estremista”. La proposta è che il centro venga chiamato col nome di “Tabsīr” (chiaroveggenza).
Si suggeriva pure di “ritornare alle scuole della grande conoscenza” (la prestigiosa Al-Azhar in Egitto, la Qarawiyyīn di Fès, in Marocco, e la Zaytūna di Tunisi, la Hadermouth dello Yemen), escludendo le istituzioni religiose saudite, in particolare l’Università islamica di Medina. Infine si mettevano a disposizione delle borse di studio per coloro che erano interessati a studiare la Shari'a, cercando di contrastare i finanziamenti che l’Arabia Saudita eroga in questo campo.
Il Convegno dichiarò pure che il Wahhabismo, nato nel XVIII secolo, è una dottrina radicale utilizzata dal fondatore del regno saudita, Muhammad ibn Sa'ud. È, a suo dire, una dottrina che propone la violenza contro i nemici dell’Islam, compresi i musulmani che non ne condividono l’interpretazione.